# Edmund Sabott
Edmund Franz Sabott (* 6. Januar 1898 in Spandau bei Berlin; † 2. Dezember 1956 in Berlin) war ein deutscher Schriftsteller.

## Leben
Sabott wurde 1898 in Spandau geboren. Direkt von der Schulbank musste er in den Ersten Weltkrieg ziehen. Nach dem Ende des Krieges versuchte er sich in einem bürgerlichen Beruf, entdeckte aber schon bald seine schriftstellerische Begabung. Sabott war Autor zahlreicher Romane, die zum Teil verfilmt wurden. Insgesamt veröffentlichte Sabott rund 70 Bücher. Er veröffentlichte auch unter den Pseudonymen Horst Peter und Martin Mohl.  Durch Lesungen in der direkten Nachkriegszeit des Zweiten Weltkriegs kam Sabott, der bis dahin keine Kinder- und Jugendliteratur verfasst hatte, in Kontakt mit jungen Zuhörerinnen und Zuhörern, die seine Lesungen nutzten, um sich in den Wintermonaten in einem geheizten Raum aufwärmen zu können. Im Nachgang zu diesen Lesungen wurde er immer wieder von Kindern und Jugendlichen gefragt, ob er nicht auch für sie Geschichten im Repertoire hätte. Viele dieser kleinen Zuhörer berichteten Sabott von ihren eigenen Erlebnissen, die ihm als Basis zahlreicher Erzählungen dienten. Sabott verfasste auch Stücke für das Kasperletheater und Weihnachtsgeschichten.
Edmund Sabott war im Literaturbetrieb seiner Zeit vernetzt und unterhielt unter anderem Briefwechsel mit den Schriftstellern Kurt Türke und Martin Gregor-Dellin sowie dem Lexikographen Franz Brümmer.

## Werke (Auswahl)
- Die Schwarze Kralle, C. Bertelsmann Verlag, 1956
- Die verhexte Ferienfahrt, 1955[6]
- Die Wandlung des Joachim Borck, 1948
- Eine ganz andere Welt, 1949
- Fundsache I/68, Neuer Jugendschriften Verlag, Hannover 1980
- Drei in dieser Zeit, Sachsenverlag, Dresden 1949
- Übers Meer! Übers Meer! Buchmeister-Verlag, Berlin 1936
- In den neuen Tag, Nauck-Verlag, Berlin 1946
- Antje im Glück, F. Schneider-Verlag, München 1964
- Jan Fock, der Millionär, Ullstein-Verlag, Berlin 1928
- Die Sieben und ein Spion, Aufwärts-Verlag, Berlin 1943